# Bovlund Frimenighedskirke
Bovlund Frimenighedskirke er en kirke i landsbyen Bovlund i Sønderjylland. Den er opført i 1896 efter tegninger af Andreas Bentsen.
Martin Nyrop tegnede kirkens altertavle og alterbord, og N.P. Mols udførte altertavlens maleri af Kristus.